# Die Liebesabenteuer des Don Juan
Die Liebesabenteuer des Don Juan (Originaltitel: Adventures of Don Juan) ist ein US-amerikanischer Mantel-und-Degen-Film mit Errol Flynn aus dem Jahr 1948. Als Vorlage diente eine Geschichte von Herbert Dalmas.

## Handlung
Der spanische Adelige Don Juan de Maraña hat im England des 16. Jahrhunderts eine Liebelei nach der anderen. Als er mit Lady Diana, der Verlobten eines spanischen Grafen, eine Affäre anfängt, wird er angesichts des drohenden Skandals verhaftet und gezwungen, zusammen mit seinem Diener Leporello nach Spanien zurückzukehren. Bevor er jedoch aufbricht, bittet ihn der spanische Botschafter Graf de Polan, am königlichen Hof in Madrid dafür zu sorgen, dass ein Krieg zwischen Spanien und England verhindert wird.
Kurz nach ihrem Eintreffen auf der iberischen Halbinsel werden Don Juan und Leporello Zeuge, wie Truppen des Herzog de Lorca die Einwohner eines Dorfes terrorisieren. Don Juan kann die Soldaten im Kampf vertreiben und wird daraufhin als Held gefeiert. Als er eine Audienz bei Königin Margarete erhält, wird er von ihr dafür gerügt, die politisch wichtige Heirat zwischen Lady Diana und dem spanischen Grafen unmöglich gemacht zu haben. Trotz seines schlechten Rufs als Frauenheld, ist sie dennoch bereit, ihn zum Leiter der königlichen Fechtakademie zu ernennen.
Don Juan ist der Königin und ihrem schwachen Ehemann König Philipp III. stets treu zu Diensten. Als er der Königin eines Tages seine Liebe gesteht, weist diese ihn entschieden zurück. Don Juan sucht in der Folge Trost bei anderen Frauen. Seine amourösen Abenteuer veranlassen jedoch den König, der unter de Lorcas Einfluss steht, Don Juan in die Neue Welt ins Exil zu schicken.
Als Don Juan entdeckt, dass de Lorca eine Intrige gegen den König plant, um selbst die Macht zu ergreifen und England den Krieg zu erklären, sucht er die Königin auf und berichtet ihr von de Lorcas Plänen. De Lorca wiederum lässt Don Juan verhaften und in eine Festung bringen, wo er ihn hinrichten lassen will. Leporello kann seinem Herrn jedoch helfen, zu entkommen, worauf sie gemeinsam Graf de Polan befreien, den der Herzog gefangen genommen und gefoltert hatte. Während die Schüler der Fechtakademie de Lorcas Männer bezwingen, stellt Don Juan den Herzog in einem Duell, besiegt ihn und kann so dessen Pläne vereiteln. Königin Margarete gesteht Don Juan daraufhin ihre Liebe. Doch zum Wohle Spaniens verlässt Don Juan schweren Herzens sein Heimatland erneut.

## Hintergrund
Eigentlich sollte der Film der Warner Brothers bereits 1945 unter der Regie von Raoul Walsh gedreht werden. Erich Wolfgang Korngold, der Errol Flynns größte Erfolge vertont hatte, war als Komponist vorgesehen. Doch als sich Hauptdarsteller Flynn mit Walsh verwarf, wurde das Projekt gestoppt. Als die Dreharbeiten 1947 erneut ins Rollen kamen, sollte zunächst Michael Curtiz die Regie übernehmen. Er geriet jedoch ebenfalls in einen Konflikt mit Flynn und wurde daraufhin mit Jean Negulesco ersetzt. Dieser stieg plötzlich aus, woraufhin Vincent Sherman auf Flynns Wunsch hin als Regisseur engagiert wurde. Max Steiner wiederum ersetzte Korngold als Komponist.
Die Dreharbeiten fanden schließlich vom 14. Oktober 1947 bis Mitte April 1948 statt. Da Flynn mehrfach krank war, mussten die Dreharbeiten immer wieder unterbrochen werden. Auch wurde er bei Actionszenen häufig gedoubelt. Für den Film, der Warner etwa zwei Millionen Dollar kostete, wurden 113 Kulissen und mehr als 5200 Kostüme angefertigt. 15 Kleider wurden dabei speziell für Viveca Lindfors entworfen.
Der Film war die 13. und gleichzeitig letzte Zusammenarbeit von Errol Flynn und seinem Schauspielkollegen und Freund Alan Hale, der unter anderem neben Flynn in Robin Hood, König der Vagabunden (1938) als Little John zu sehen war. Hale starb gut ein Jahr nach der Veröffentlichung des Abenteuerfilms, der am 1. Dezember 1948 in den Vereinigten Staaten uraufgeführt wurde, jedoch trotz guter Kritiken an den Kinokassen floppte. Am 30. Januar 1951 lief der Film auch in den deutschen Kinos an.

## Kritiken
Für das Lexikon des internationalen Films war Die Liebesabenteuer des Don Juan ein „[a]ufwendig und schwungvoll inszenierter farbenfroher Mantel-und-Degenfilm, der den viel besungenen Erotomanen ebenso dezent wie glorifizierend ins Bild setzt“. Prisma befand, dass „der klassische Herzensbrecher“ eine von Errol Flynns „Paraderollen“ gewesen sei. Der Film, ein „schwungvolle[s] Abenteuer“, stamme „aus der Zeit, als mit Technicolor-Farben im Kino noch richtig geklotzt wurde“.
Auch Variety meinte, dass die Rolle des Don Juan zu Errol Flynn passe und dieser sie überzeugend gespielt habe. Auch sei Viveca Lindfors als Königin „unwiderstehlich schön“. Bosley Crowther von der New York Times zufolge handle es sich um „eine großartige Abenteuergeschichte“, die ähnlich „züchtig wie Robin Hood, König der Vagabunden“ daherkomme. Die Kulissen und Kostüme seien „exquisit“ und die Beleuchtung und Kameraarbeit „technisch erstklassig“. Errol Flynn spiele den romantischen Helden, wie er ihn „ein Dutzend Mal“ zuvor gespielt habe: „galant, nobel, vorbildlich und auch etwas ulkig“. Der Filmkritiker Leonard Maltin bezeichnete den Film rückblickend als „stattlichen, augenzwinkernden Mantel-und-Degen-Film“.

## Auszeichnungen
Bei der Oscarverleihung 1950 wurden die Kostüme des Films, für die Leah Rhodes, William Travilla und Marjorie Best verantwortlich waren, mit dem Oscar in der Kategorie Bestes Kostümdesign prämiert. Eine weitere Nominierung gab es in der Kategorie Bestes Szenenbild, in der sich die Filmarchitekten Edward Carrere und Lyle B. Reifsnider jedoch nicht gegen das Szenenbild der Literaturverfilmung Kleine tapfere Jo durchsetzen konnten.

## Deutsche Fassung
Die deutsche Synchronfassung entstand 1950 bei der Ultra Film Synchron in München. Synchronregie führte Josef Wolf nach dem Dialogbuch von Erika Streithorst.
| Rolle                   | Darsteller        | Synchronsprecher       |
| ----------------------- | ----------------- | ---------------------- |
| Don Juan de Maraña      | Errol Flynn       | Hans Nielsen           |
| Königin Margarete       | Viveca Lindfors   | Eva Vaitl              |
| Herzog de Lorca         | Robert Douglas    | Ernst Fritz Fürbringer |
| Leporello               | Alan Hale         | Bum Krüger             |
| Donna Elena             | Ann Rutherford    | Tina Eilers            |
| Don José, Graf de Polan | Robert Warwick    | Walter Holten          |
| Don Sebastian           | Jerry Austin      | Anton Reimer           |
| Don Rodrigo             | Douglas Kennedy   | Wolfgang Preiss        |
| Don Serafino Lopez      | Fortunio Bonanova | Hans Pössenbacher      |
| Duenna                  | Una O’Connor      | Gertrud Spalke         |
| Hauptmann Alvarez       | Raymond Burr      | Wolfgang Eichberger    |